# 陈卫恒
陈卫恒(Wei-Heng Chen，20世纪—)，中华人民共和国语言学家，北京大学博士（导师徐通锵 （页面存档备份，存于）），北京语言大学语言学教授。曾任中华人民共和国驻美教育领事 （页面存档备份，存于），巴基斯坦伊斯兰堡孔院创院院长。
代表作：《音节与意义暨音系与词汇化、语法化、主观化的关联：豫北方言变音的理论研究》（Correlation between Syllable & Meaning and between Phonology & Lexicalization, Grammaticalization,Subjectification: Towards a Theory on Morpho-Phonology from Facts of Northern Yu Chinese Dialects），侧重与语法化(Grammaticalization)、词汇化（Lexicalization）相关的“音系化 （页面存档备份，存于）”(Phonologicalization （页面存档备份，存于）)理论研究以及变音理论研究。。

## 著作
- 陈卫恒，《音节与意义暨音系与词汇化、语法化、主观化的关联：豫北方言变音的理论研究》，北京语言大学出版社，2011年6月 （页面存档备份，存于），ISBN 9787561930526